# Wereldkampioenschappen openwaterzwemmen 2011 - 25 kilometer vrouwen
De 25 kilometer vrouwen op de wereldkampioenschappen openwaterzwemmen 2011 vond plaats op 23 juli 2011 in Jinshan City Beach in Shanghai, China.

## Uitslag
| Rang   | Naam                           | Land             | Tijd      |
| ------ | ------------------------------ | ---------------- | --------- |
| Goud   | Ana Marcela Cunha              | Brazilië         | 5:29.22,9 |
| Zilver | Angela Maurer                  | Duitsland        | 5:29.25,0 |
| Brons  | Alice Franco                   | Italië           | 5:29.30,8 |
| 4      | Olga Beresnjeva                | Oekraïne         | 5:29.35,6 |
| 5      | Martina Grimaldi               | Italië           | 5:29.36,2 |
| 6      | Anna Oevarova                  | Rusland          | 5:29.38,9 |
| 7      | Celia Barrot                   | Frankrijk        | 5:29.40,8 |
| 8      | Margarita Dominguez Cabezas    | Spanje           | 5:29.42,0 |
| 9      | Silvie Rybarova                | Tsjechië         | 5:29.51,3 |
| 10     | Cecilia Biagioli               | Argentinië       | 5:29.58,7 |
| 11     | Maria Boelachova               | Rusland          | 5:34.21,2 |
| 12     | Karla Sitic                    | Kroatië          | 5:37.49,8 |
| 13     | Esther Nunez Morera            | Spanje           | 5:38.09,6 |
| 14     | Tash Harrison                  | Australië        | 5:53.35,4 |
| 15     | Cao Shiyue                     | China            | 5:54.21,9 |
| 16     | Sun Minjie                     | China            | 5:55.16,3 |
| 17     | Nika Kozamernik                | Slovenië         | 6:00.43,8 |
| –      | Jana Pechanová                 | Tsjechië         | DNF       |
| –      | Zaira Edith Cardenas Hernandez | Mexico           | DNF       |
| –      | Antje Mahn                     | Duitsland        | DNF       |
| –      | Claire Thompson                | Verenigde Staten | DNF       |
| –      | Linsy Heister                  | Nederland        | DNS       |
| –      | Haley Anderson                 | Verenigde Staten | DNS       |